# Umpa-lumpové
Umpa-lumpové  (v anglickém originále Oompa-Loompas) jsou fiktivní trpasličí kmen z dětských knih britského autora Roalda Dahla Karlík a továrna na čokoládu a Karlík a velký skleněný výtah. Umpa-Lumpové pracují jako dělníci v továrně na čokoládu Willyho Wonky. Jde o velmi levnou pracovní sílu, která si za svou práci nechává platit kakaovými boby. Mají rádi kanadské žertíky a velmi rádi zpívají.

## Původ Umpa-Lumpů před zaměstnáním v továrně na čokoládu
Umpa-Lumpové původně žili v Lumpálii v africké džungli, kde je objevil továrník Willy Wonka. V džungli žila také odporná zvířata, která ohrožovala Umpa-lumpy (například Vejcucníci). Umpa-lumpové si proto stavěli svá obydlí v korunách stromů, aby byli před nimi v bezpečí.
Umpa-Lumpové se živili zelenými housenkami, které chutnaly odporně a tak se neustále snažili jejich odpornou chuť vylepšit smícháním s něčím jiným (červenými brouky, kůrou stromu BonBong). Jídlo, po kterém ovšem toužili nejvíce, byly kakaové boby. Ty ovšem byly vzácné a každý Umpa-lump byl šťastný, když našel 3–4 boby do roka.
Willy Wonka jim proto navrhl, aby se odstěhovali k němu do továrny, kde budou v bezpečí a kde jim kakaovými boby platí za práci. 

## Změna vzhledu Umpa-Lumpů v průběhu času
V raném vydání románu (1964) jsou Umpa-Lumpové zobrazení jako afričtí pygmejové. V pozdější revizi (1971) je Dahl změnil na bělochy se zlatými vlasy. V obou variantách, trvají Umpa-Lumpové na zachování svého rodného oblečení, i když pracují v továrně: muži nosí zvířecí kůži, ženy nosí listy a děti nenosí nic.
Ve filmu z roku 1971, Willy Wonka a továrna na čokoládu, byly role napsány tak, aby je hráli herci s dyastrofickou dysplázií (trpaslictví). Postavy jsou vylíčeny jako oranžoví, zelenovlasí muži v pruhované košili a volných kalhotách. Představitelé Umpa-Lumpů byli Angelo Muscat, Rusty Goffe, George Claydon, Rudy Borgstaller, Jo Kilkenny, Andy Wilday, Malcom Dixon, Ismed Hassan, Norman Mcglen, Pepe Poupee, Marcus Powell, Akary, Romana a Albert Wilkinson.
Ve filmu z roku 2005 hraje Umpa-Lumpy jediný herec, Deep Roy a Umpa-Lumpové (muži i ženy) jsou tak prakticky totožní. Mají tmavě hnědou pleť a tmavé vlasy. Během svého pobytu v Lumpálii nosili kmenové oděvy, ale ve Wonkově továrně nosí tovární uniformy – vždy jedna barva pro danou část továrny (např. červená v místnosti s čokoládou, černá v místnosti s vynálezy apod.).

## Politický a historický kontext jednotlivých verzí

### Původní knižní verze (1964)
První vydání knihy bylo v roce 1964. V té době se ve Velké Británii stupňovaly protiimigrantské nálady vůči obyvatelům z bývalých britských kolonií. V roce 1948 totiž Británie zavedla tzv. „British Nationality Act 1948“, kterým zavedla tzv. status „Občan Spojeného království a kolonií“. To mělo za následek postupný nárůst migrace lidí z bývalých kolonií a jejich vyšší zaměstnanost v Británii. Proti těmto změnám se pak zvedla vlna protiimigrantských nálad. A to vše nakonec vedlo k reformě, která omezila imigraci a dostupnost práce pro imigranty, tzv. „Immigration Act 1971“.
V tomto historickém kontextu, je uváděna paralela:
- Lumpálie v africké džungli, tmavá pleť Umpa-Lumpů, obydlí v korunách stromů atd. – jako symbol bývalé britské kolonie v Africe a jejich obyvatel
- Převoz 3000 Umpa-Lumpů do Evropy, práce za kakaové boby – jako symbol levné práce imigrantů hraničící až s nevolnictvím nebo otrokářstvím

Autor knihy Road Dahl trval na tom, že původní záměr nebyl nijak rasově motivovaný. Ale zároveň vyjádřil své sympatie s názorem NAACP (the National Association for the Advancement of Colored People), že import dělníků do továrny v sobě nese znaky otrokářství. Proto se rozhodl změnit původ a vzhled Umpa-Lumpů.

### Filmová verze (1971)
Filmová verze knihy se měla natáčet na začátku 70. let v Americe. V té době vrcholily v Americe změny za rasovou rovnoprávnost Afroameričanů. S rasovou rovnoprávností se dostavila i ekonomická rovnoprávnost – občany všech ras bylo třeba brát jako potenciální platící zákazníky.
Na základě rozhovorů mezi afroamerickými herci a produkčním týmem proto došlo ke změně Umpa-Lumpů. Ve filmu se Umpa-Lumpové objevili s oranžovou pletí a zelenými vlasy. Tím se zamaskovaly dva dominantní rysy Afroameričanů – tmavá pleť a tmavé vlasy – a vše ostatní mohlo zůstat beze změny.

### Revidovaná verze knihy (1973, Oompa-Loompa edition)
S ohledem na potenciální spojitost s otrokářstvím – import snědých Umpa-Lumpů do továrny v Británii – a vzhledem ke své práci na filmové verzi z roku 1971, se Roald Dahl rozhodl změnit vzhled a původ Umpa-Lumpů i v knize. V revidované verzi z roku 1973 jde o trpaslíky s bílou pletí a hippie vzhledem, kteří pocházejí z vymyšleného místa “Loompaland” (Lumpa-zem).
I zde je zřejmá paralela s dobovou situací. V té době totiž v Americe vrcholilo hnutí odporu proti válce ve Vietnamu. Příslušníci hnutí (tzv. hippies) byli často běloši s dlouhými vlasy, žijící a kočující volně mezi sebou, často zpívající, hledající lásku a dobrou náladu i s pomocí vlivu omamných látek.

### 2. filmová verze (2005)
Ve filmové verzi z roku 2005 se opět projevuje dobový kontext a dochází k další změně Umpa-Lumpů – mají tmavou pleť a černé vlasy. Po roce 2000 totiž došlo k boomu Internetu a k propojení světa optickými kabely. To umožnilo Indii zapojit se do trhu práce např. jako operátoři help-linek, out sourcing vývojáři software atd.